# Eakring
Eakring is een civil parish in het bestuurlijke gebied Newark and Sherwood, in het Engelse graafschap Nottinghamshire met 419 inwoners.